# НБА драфт 2014.
НБА драфт 2014. је одржан 26. јуна 2014. у Барклајс центру у Бруклину. НБА тимови су бирали играче са колеџа или професионалне кошаркаше до 22. године. Драфт лутрија је одржана 20. маја 2014. и право на првог пика добили су Кливленд кавалирси.

## Драфт избори
| Рунда | Пик | Играч              | Позиција      | Држављанство              | Тим                                                              | Колеџ / Тим                               |
| ----- | --- | ------------------ | ------------- | ------------------------- | ---------------------------------------------------------------- | ----------------------------------------- |
| 1     | 1   | Ендру Вигинс       | крило         | Канада                    | Кливленд кавалирси                                               | Канзас                                    |
| 1     | 2   | Џабари Паркер      | крило         | Сједињене Америчке Државе | Милвоки бакси                                                    | Универзитет Дјук                          |
| 1     | 3   | Џоел Ембилд        | центар        | Камерун                   | Филаделфија севентисиксерси                                      | Универзитет Канзаса                       |
| 1     | 4   | Арон Гордон        | крилни центар | Сједињене Америчке Државе | Орландо меџик                                                    | Универзитет Аризоне                       |
| 1     | 5   | Данте Ексум        | бек           | Аустралија                | Јута џез                                                         | Аустралијски институт за спорт            |
| 1     | 6   | Маркус Смарт       | плејмејкер    | Сједињене Америчке Државе | Бостон селтикси                                                  | Државни универзитет Оклахоме              |
| 1     | 7   | Џулијус Рендл      | крилни центар | Сједињене Америчке Државе | Лос Анђелес лејкерси                                             | Универзитет Кентакија                     |
| 1     | 8   | Ник Стаускас       | бек           | Канада                    | Сакраменто кингси                                                | Универзитет Мичигена                      |
| 1     | 9   | Ноа Вонлех         | крилни центар | Сједињене Америчке Државе | Шарлот хорнетси (од Детроита)                                    | Универзитет Индијане                      |
| 1     | 10  | Елфрид Пејтон      | плејмејкер    | Сједињене Америчке Државе | Филаделфија севентисиксерси (од Њу Орлеанса)                     | Луизијана-Лафајет                         |
| 1     | 11  | Даг Мекдермот      | крило         | Сједињене Америчке Државе | Денвер нагетси                                                   | Крејтон                                   |
| 1     | 12  | Дарио Шарић        | крило         | Хрватска                  | Орландо меџик (од Њујорка преко Денвера)                         | Цибона (Хрватска)                         |
| 1     | 13  | Зек Лавин          | бек           | Сједињене Америчке Државе | Минесота тимбервулвси                                            | Универзитет Калифорније (Лос Анђелес)     |
| 1     | 14  | Тиџеј Ворен        | крило         | Сједињене Америчке Државе | Финикс санси                                                     | Норт Каролина Стејт                       |
| 1     | 15  | Адријан Пејн       | крилни центар | Сједињене Америчке Државе | Атланта хокси                                                    | Мичиген стејт                             |
| 1     | 16  | Јусуф Нуркић       | центар        | Босна и Херцеговина       | Чикаго Булси (од Шарлота)                                        | Цедевита (Хрватска)                       |
| 1     | 17  | Џејмс Јанг         | бек           | Сједињене Америчке Државе | Бостон селтикси (од Бруклина)                                    | Кентаки                                   |
| 1     | 18  | Тајлер Енис        | плејмејкер    | Канада                    | Финикс санси (од Вашингтона)                                     | Сиракјуз                                  |
| 1     | 19  | Гери Харис         | бек           | Сједињене Америчке Државе | Чикаго булси                                                     | Мичиген стејт                             |
| 1     | 20  | Бруно Кабокло      | крило         | Бразил                    | Торонто репторси                                                 | КК Пињеирос (Бразил)                      |
| 1     | 21  | Мич Мекгери        | центар        | Сједињене Америчке Државе | Оклахома Сити тандер (од Даласа преко Л. А. лејкерса и Хјустона) | Мичиген                                   |
| 1     | 22  | Џордан Адамс       | бек           | Сједињене Америчке Државе | Мемфис гризлиси                                                  | УЦЛА                                      |
| 1     | 23  | Родни Худ          | крило         | Сједињене Америчке Државе | Јута џез (од Голден Стејта)                                      | Дјук                                      |
| 1     | 24  | Шабаз Непијер      | плејмејкер    | Сједињене Америчке Државе | Шарлот хорнетси (од Портланда)                                   | Конектикат                                |
| 1     | 25  | Клинт Капела       | крилни центар | Швајцарска                | Хјустон рокетси                                                  | Елан Шалон (Француска)                    |
| 1     | 26  | Пиџеј Херстон      | бек           | Сједињене Америчке Државе | Мајами хит                                                       | Тексас леџендс (НБА развојна лига)        |
| 1     | 27  | Богдан Богдановић  | бек           | Србија                    | Финикс санси (од Индијане)                                       | Партизан (Србија)                         |
| 1     | 28  | Сиџеј Вилкокс      | бек           | Сједињене Америчке Државе | Лос Анђелес клиперси                                             | Вашингтон                                 |
| 1     | 29  | Џош Хуестис        | крило         | Сједињене Америчке Државе | Оклахома Сити тандер                                             | Стенфорд                                  |
| 1     | 30  | Кајл Андерсон      | крило         | Сједињене Америчке Државе | Сан Антонио спарси                                               | УЦЛА                                      |
| 2     | 31  | Дамиен Инглис      | крило         | Француска                 | Милвоки бакси                                                    | Шорал Роан (Француска)                    |
| 2     | 32  | Кејџеј Мекданијелс | крило         | Сједињене Америчке Државе | Филаделфија севентисиксерси                                      | Клемсон                                   |
| 2     | 33  | Џо Харис           | бек           | Сједињене Америчке Државе | Кливленд кавалирси (од Орланда)                                  | Вирџинија                                 |
| 2     | 34  | Клентони Ерли      | крило         | Сједињене Америчке Државе | Њујорк никси (од Бостона преко Даласа)                           | Вичита стејт                              |
| 2     | 35  | Џарнел Стоукс      | крилни центар | Сједињене Америчке Државе | Јута џез                                                         | Тенеси                                    |
| 2     | 36  | Џони О’Брајант     | крилни центар | Сједињене Америчке Државе | Милвоки бакси (од Л. А. лејкерса преко Финикса и Минесоте)       | Луизијана стејт                           |
| 2     | 37  | Деандре Данијелс   | крило         | Сједињене Америчке Државе | Торонто репторси (од Сакрамента)                                 | Конектикат                                |
| 2     | 38  | Спенсер Динвиди    | бек           | Сједињене Америчке Државе | Детроит пистонси                                                 | Колорадо                                  |
| 2     | 39  | Џерами Грант       | крило         | Сједињене Америчке Државе | Филаделфија севентисиксерси (од Кливленд)                        | Сиракјуз                                  |
| 2     | 40  | Глен Робинсон III  | крило         | Сједињене Америчке Државе | Минесота Тимбервулвси од Њу Орлеанса)                            | Мичиген                                   |
| 2     | 41  | Никола Јокић       | крилни центар | Србија                    | Денвер нагетси                                                   | Мега Визура (Србија)                      |
| 2     | 42  | Ник Џонсон         | бек           | Сједињене Америчке Државе | Хјустон рокетси (од Њујорка)                                     | Аризона                                   |
| 2     | 43  | Валтер Таварес     | центар        | Зеленортска Острва        | Атланта хокси                                                    | Гран Канарија (Шпанија)                   |
| 2     | 44  | Маркел Браун       | бек           | Сједињене Америчке Државе | Минесота тимбервулвси                                            | Оклахома Стејт                            |
| 2     | 45  | Двајт Пауел        | крилни центар | Канада                    | Шарлот хорнетси                                                  | Стенфорд                                  |
| 2     | 46  | Џордан Кларксон    | плејмејкер    | Сједињене Америчке Државе | Вашингтон визардси                                               | Мисури                                    |
| 2     | 47  | Рус Смит           | плејмејкер    | Сједињене Америчке Државе | Филаделфија севентисиксерси (од Бруклина преко Бостона и Даласа) | Лујвил                                    |
| 2     | 48  | Ламар Питерсон     | бек           | Сједињене Америчке Државе | Милвоки бакси (од Торонта преко Финикса)                         | Питсбург                                  |
| 2     | 49  | Камерон Берстоу    | крилни центар | Аустралија                | Чикаго булси                                                     | Њу Мексико                                |
| 2     | 50  | Алек Браун         | центар        | Сједињене Америчке Државе | Финикс санси                                                     | Грин Беј                                  |
| 2     | 51  | Танасис Адетокумбо | крило         | Грчка                     | Њујорк никси (од Даласа)                                         | Делавер ејтисевенерси (НБА развојна лига) |
| 2     | 52  | Василије Мицић     | плејмејкер    | Србија                    | Филаделфија севентисиксерси (од Мемфиса преко Кливленда)         | Мега Визура (Србија)                      |
| 2     | 53  | Алесандро Ђентиле  | крило         | Италија                   | Минесота тимбервулвси (од Голден Стејта)                         | Олимпија Милано (Италија)                 |
| 2     | 54  | Немања Дангубић    | бек           | Србија                    | Филаделфија севентисиксерси (од Хјустона преко Милвокија)        | Мега Визура (Србија)                      |
| 2     | 55  | Семај Кристон      | плејмејкер    | Сједињене Америчке Државе | Мајами хит                                                       | Ксавијер                                  |
| 2     | 56  | Рој Девин Марбл    | бек           | Сједињене Америчке Државе | Орландо меџик (од Порлтанда преко Денвера)                       | Ајова                                     |
| 2     | 57  | Луис Лабејри       | крилни центар | Француска                 | Индијана пејсерси                                                | Париз Левалоа (Француска)                 |
| 2     | 58  | Џордан Мекрае      | бек           | Сједињене Америчке Државе | Сан Антонио спарси (од Л. А. клиперса преко Њу Орлеанса)         | Тенеси                                    |
| 2     | 59  | Ксавијер Тамес     | PG            | Сједињене Америчке Државе | Торонто репторси (од Оклахома Ситија преко Њујорка)              | Сан Дијего Стејт                          |
| 2     | 60  | Кори Џеферсон      | крилни центар | Сједињене Америчке Државе | Сан Антонио спарси                                               | Бејлор                                    |